# Николай Ст. Палаузов
 Тази статия е за българския търговец.  За българския възрожденец вижте Николай Палаузов.  
Николай Стефанов (Степанович) Палаузов е изтъкнат търговец, дарител за габровското училище, съратник на Васил Априлов. „Вторият“, както го нарича д-р Петър Цончев, „основен камък на габровското училище“ е Николай Стефанов Палаузов.

## Житейски път
Роден е в Габрово през 1776 г. В юношеската си възраст, заедно със свои връстници, участва в убийството на турчин. За да не попадне в ръцете на властта, Николай Палаузов забягва със свой другар в Добруджа. Оттам преминава Дунава и става овчар в Бесарабия. Заминава за Одеса – основан и многообещаващ град, първото руско пристанище на Черно море. От 1812 г. Николай Палаузов работи в бакалницата на грък в Одеса, при когото остава няколко години. Успял да спести малко средства, той си открива собствена бакалница. Закрепва материално, оженва се за гъркиня, става одески гражданин и руски поданик. Там променя бащиното си име на Степанович.
В Одеса се запознава със своя съотечественик Васил Априлов, а от 1830 г. стават много близки приятели. „Като тих и положителен човек, богат по душа и с бистър природен ум, Н. Палаузов е подхождал твърде много на затворения характер на Априлова. И когато подирният след завръщането си от Цариград през пролетта на 1832 г. търси с кого да сподели мисли по реализиране възникналата у него идея да се открие в Габрово общо гражданско училище, Васил Априлов не е могъл да се спре на никого другиго, освен на Н. С. Палаузова.“
Когато Априлов му разкрива намерението си, Палаузов е в скромно материално положение, но приема безрезервно предложението на Априлов. Съгласява се да отделя по 2000 гроша годишно за построяване и издръжка на Габровското взаимно училище. С тяхна помощ се урежда и първата в България училищна и обществена библиотека (1840).
От юни 1832 до 1847 г. (когато Априлов умира) Палаузов е ценен съветник на своя млад, по-образован и даровит приятел. Всички писма, отправени до Габровската община по уредбата на училището и до други общини и лица в България, с които Априлов влиза в кореспонденция, са подписани и от Палаузов.
Николай Палаузов е и първият изпълнител на Априловата воля, изразена в неговото завещание. Дълбоко покрусен от тежката загуба на своя приятел, Николай Палаузов намерил сили в себе си да продължи това велико дело и да го доведе до успешни резултати.
Умира на 1 юли 1853 г.

## Заслуги
- Грижи се за закупуване, превеждане и издаване на учебници за новобългарското училище и за подготовката на учители за него.
- Издържа български младежи, които учат в руски учебни заведения.
- Поддържа връзка с руски учени, културни и просветни дейци, които проявяват интерес към българския народ. Заедно с Априлов им доставят исторически, фолклорни и други материали.
- Изпращат на български просветни дейци книги, които излизат в Русия.
- Палаузов завещава значителна сума за издръжка на Габровското училище.
- Личната си библиотека от 3500 тома завещава на българската държава.